# 魏邱乡
魏邱乡是中国河南省新乡市延津县下辖的一个乡。

## 行政区划
魏邱乡下辖：前魏邱村、尚柳洼村、中魏邱村、后魏邱村、吴庄村、获屯村、李恩村、前西南庄村、后西南庄村、班干村、马村、小韩庄村、八里庄村、万户营村、北大柳村、宋庄村、前大柳村、后大柳村、南宋村、朱寨村、李庄村、齐村、南班胜固村、北班胜固村、新庄村、庞庄村、吴秀寨村、赵留店村、李留店村、董留店村、贾庄村、红林村、宋自村、何自村、洼张村、王自村、刘自村、雷庄村、荆保寨村、沙河村、魏庄村、杨林村、杜庄村、张林村。